# Susane Lachele
Susane Lachele (ur. 10 lipca 2000) – polska lekkoatletka specjalizująca się w biegu na 400 metrów.
W 2019 roku została brązową medalistką mistrzostw Europy juniorów w sztafecie 4 x 400 metrów. 
Medalistka ogólnopolskiej olimpiady młodzieży.
Rekordy życiowe: stadion – 54,48 (16 czerwca 2019, Chorzów); hala – 54,17 (10 lutego 2019, Toruń). 

## Osiągnięcia
| Rok  | Impreza                | Miejsce | Konkurencja             | Pozycja    | Wynik   |
| ---- | ---------------------- | ------- | ----------------------- | ---------- | ------- |
| 2019 | Mistrzostwa Europy U20 | Borås   | bieg na 400 metrów      | półfinał   | 55,25   |
| 2019 | Mistrzostwa Europy U20 | Borås   | sztafeta 4 x 400 metrów | 3. miejsce | 3:37,13 |